# Онтбейткук
Онтбейткук (дослівно перекладається пиріг на сніданок), пеперкук (перцевий пиріг) або круїдкук (пряний пиріг) — голландський і фламандський пиріг зі спеціями. Жито є його найважливішим інгредієнтом, забарвлюючи пиріг у світло-коричневий колір. Його часто приправляють гвоздикою, корицею, імбиром, цукатами та мускатним горіхом. У деяких частинах Нідерландів є власні місцеві рецепти, з яких найвідомішим є ойденвейвенкук (пиріг старої жінки), який в основному їдять у північних регіонах і приправлений анісовим насінням. Онтбейткук традиційно подають на сніданок із товстим шаром вершкового масла зверху, як заміна хліба, але через його солодкий смак його також подають як закуску. Його найкраще їсти наступного дня після запікання. Онтбейткук також зустрічається в Індонезії через її історичну колонізацію Нідерландами.

## Акриламід
Було виявлено, що онтбейткук може містити високий рівень акриламіду, який колись вважався потенційним канцерогеном.